# Донні Стілі
Донні Стілі (англ. Donnie Steele) був першим гітаристом Slipknot граючи в групі з 1995 по 1996 рік. Його партії гітари можна почути на демо запису групи Mate.Feed.Kill.Repeat.. Під час зведення цієї платівки Донні вирішив покинути групу з релігійних причин.
Після смерті басиста Slipknot Пола Грея, учасники групи запросили Донні, як людину знайомого з Полом з 90-х років, замінити його на концертах на фестивалі Колумбайхале влітку 2011 року. Донні погодився, відігравши виступу за сценою.